# Édson Bindilatti
Édson Luques Bindilatti (né le 13 mars 1979 à Camamu, Bahia) est un athlète brésilien, spécialiste de décathlon et de bobsleigh.
Il est champion d'Amérique du Sud du décathlon pour lequel il a un record de 7 631 points.